# Funkcionál
Funkcionál je zobrazení, které prvkům nějakého prostoru (například funkcím) přiřazuje číslo. Je speciálním případem operátoru, který zobrazuje do množiny reálných anebo obecně komplexních čísel.
Funkcionály daly jméno jednomu z odvětví matematické analýzy – funkcionální analýze.
Jednoduchým příkladem funkcionálu je zobrazení přiřazující funkci její funkční hodnotu v počátku (Diracova delta distribuce):
{\displaystyle \delta (f)=f(0)}.
Často je funkcionálem integrál, např.:
{\displaystyle I(f)=\int _{0}^{1}f(x)\mathrm {d} x}.
Příkladem nelineárního funkcionálu je délka křivky:
{\displaystyle l(f)=\int _{a}^{b}{\sqrt {{1+f^{\prime }}^{2}(x)}}\mathrm {d} x}.
Funkcionály mají zásadní význam ve fyzice, protože většinu přírodních principů lze definovat tak, že určitý funkcionál nabývá své stacionární hodnoty (většinou extrému). Uveďme např. Fermatův princip nejkratšího času, princip nejmenší akce, případně zákon maximálního vlastního času.
Z těchto zákonů lze pomocí Eulerových–Lagrangeových rovnic, jež představují nutnou podmínku pro nabývání extrému funkcionálu, odvodit zákony diferenciální.